# 曹敏杰
曹敏杰，中华人民共和国政治人物、全国脱贫攻坚先进个人。

## 生平
曹敏杰任吉林省汪清县委常委、副县长（挂职），浙江省宁波市北仑区政府办公室党组成员、副主任。因在脱贫攻坚战中作出突出贡献，2021年2月25日全国脱贫攻坚总结表彰大会上，曹敏杰被授予“全国脱贫攻坚先进个人”。